# Raymond de Selys Longchamps

Wapenschild van het huis de Sélys-Longchamps.

Graaf Raymond de Selys Longchamps (Luik, 25 februari 1880 – Sint-Lambrechts-Woluwe, 23 oktober 1966) was een Belgisch edelman en officier.

## Levensloop
Raymond Charles Michel Ghislain de Selys Longchamps was de derde van de zes kinderen van baron en cavalerieofficier Michel Raphaël de Selys Longchamps (1841-1911) en Eusébie de Brigode de Kemlandt (1850-1935). Zijn grootvader was Michel-Edmond de Selys Longchamps (1813-1900) die voorzitter werd van de Belgische Senaat en een befaamd insecten- en vogelkenner was. De familie stamde af van Michaël de Selys, burgemeester van Luik, die adelsverheffing bekwam in 1656. De adellijke status werd (na in de Hollandse tijd niet te zijn hernomen) bevestigd in 1867 door adelserkenning met de titel van baron ten gunste van de voornoemde senator Michel-Edmond de Selys Longchamps. Raymond de Selys trouwde in 1905 met Emilie de Theux de Meylandt et Montjardin (1880-1972), dochter van Xavier ridder de Theux de Meylandt et Montjardin en Eugénie de Thysebaert.
Zoals vele leden van zijn familie doorliep de Selys een militaire carrière, die hij als majoor afsloot. Hij nam deel aan de Eerste Wereldoorlog en kreeg hiervoor niet alleen het Belgische en het Franse Oorlogskruis en het Vuurkruis, maar ook de Military Cross, hoge Britse onderscheiding.
Het echtpaar had vier kinderen die zich alle vier onderscheidden tijdens de Tweede Wereldoorlog, met name Monique, François, Jean en Edé. Het is hoofdzakelijk als eerbetoon voor hun inzet, in de eerste plaats die van Jean, dat aan baron de Selys in 1958 de erfelijke titel van graaf werd toegekend.